# Johan Peter Theorell

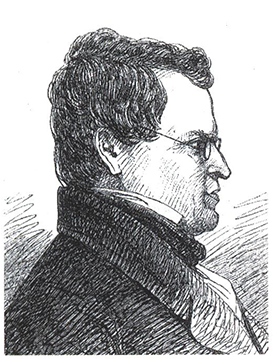
Johan Peter Theorell.

Johan Peter Theorell, född den 15 augusti 1791 i Herrljunga, Västergötland, död den 9 mars 1861 i Stockholm, var en svensk tidningsman, bror till Sven Lorens Theorell. 

## Biografi
Theorell blev student vid Uppsala universitet 1809 och filosofie magister 1812. Han ingick 1816 i kansliet och Kommerskollegium och erhöll samma år Svenska akademiens stora pris för De två rosornas strid om engelska kronan (Svenska akademiens handlingar, 8:e delen). År 1818 fick han andra priset för Longobardiska rikets fall. Han lämnade snart därefter tjänstemannabanan och ägnade sig åt annan verksamhet. Han var boktryckare 1822-1833, bokauktionsverkets föreståndare 1822-27, men verkade huvudsakligen som tidningsman. 

### Tidningsmannen

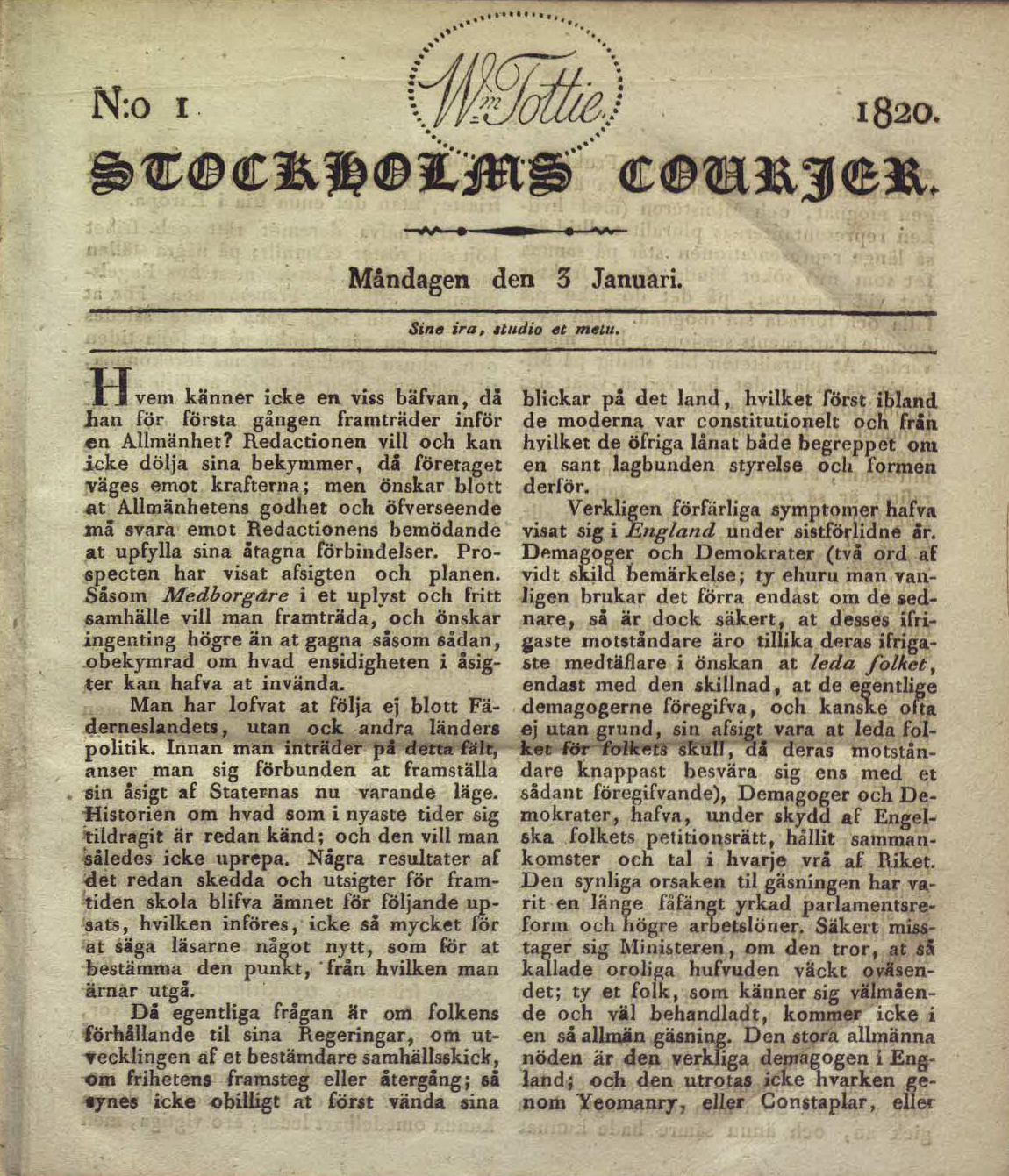
Stockholms Courier. Första numret 1820.

Han redigerade oppositionsbladet Stockholms courier 1820-1822), som flera gånger blev indragen. Brodern var den ende medarbetaren. I slutet av 1823 fick Theorell av sin svärfar, grosshandlaren Gustaf Pulchau, Dagligt allehanda, som han gjorde om till en nyhetstidning. Han sålde den 1833, men fortsatte att skriva i den fram till hösten 1834. Samma år gav han ut en Riksdagstidning och ingick i Aftonbladets redaktion fram till 1838, då han åter blev medarbetare i Dagligt allehanda. År 1844 skapade han ett eget organ, veckoskriften Vinterbladet, som utkom till och med 1845, men sedan i två år förenades med Dagligt allehanda i form av särskilda artiklar. Från 1848 blev han medarbetare i "Aftonposten" och gav även 1852-1853 ut en ny årgång av Vinterbladet.

### Skriftställaren
Därefter tillhörde Theorell ingen särskild tidningsredaktion, men lämnade bidrag till flera i den gammaldags frisinnade anda, som utmärkt honom från första början. Många av hans tidningsartiklar tillhör de ur olika synpunkter viktigaste under detta skede. Utan tvivel var det han, som författade den Återblick på nya skolan, i Aftonbladet 1837, som var ett av de våldsammaste angreppen på romantikens åskådning. C.J.L. Almquists arbeten anmälde han mycket positivt först 1839 i Aftonbladet och därefter 1840 i Dagligt allehanda. Han deltog med artiklar i Vinterbladet flitigt i de då pågående språkdiskussionerna och kritiserade den likgiltighet, som han ansåg utmärka tidningsmännens språkbehandling. Han "kärv och sträv" i sin stil och fruktades som "giljotinmannen" av dem han kritiserade. Särskilt de kvinnliga författarna - bland andra fru Knorring - blev illa åtgångna.

### Politikern
I likhet med flera samtida utgav han dessutom då och då anonyma häften i någon dagsaktuell fråga, ofta avtryck eller bearbetningar av egna tidningsartiklar. Hans första pamflett var den lilla kvicka skriften Försök att tourmatta på opinionen (1819), med anledning av ett tryckfrihetsåtal mot brodern. Andra var Bondeståndet och indragningsmakten (1830), Några ord om press, reformer, ministerstyrelse (1839), Ett ord i den stora frågan om en förändring af nationalrepresentationen i Sverige (1844) och Svenskt handelstvång och handelsfrihet (1850). Han skrev även åtskilliga kommittébetänkanden och riksdagsmotioner. Theorell var nämligen länge sysselsatt i åtskilliga utskottskanslier. 

### Bokförläggaren
Dessutom var Theorell också under sina tidigare år förläggare och gav ut bland annat Kochs och Schoells Historisk tafla öfver Europas statshvälfningar, uppgåvor av Horatius 1833 och Vergilius  som inte fullbordades med mera.